# Maximilian Lübbersmeyer
Maximilian Lübbersmeyer (* 14. Oktober 1988, geborener Maximilian Busch) ist ein deutscher Handballtrainer.

## Karriere
Maximilian Lübbersmeyer trainierte von 2005 bis 2010 Friesen Hänigsen sowie zwischen 2010 und 2013 die TSV Burgdorf. Ab dem Sommer 2013 trainierte er die in der Oberliga spielende Damenmannschaft vom Hannoverschen SC. Weiterhin betreute er die A-Jugend des Vereins. Ab dem August 2015 war Lübbersmeyer beim Ahrensburger TSV als hauptamtlichen Jugendtrainer tätig, bei dem er drei Jugendmannschaften trainierte. Ein Jahr später übernahm er zusätzlich die Frauenmannschaft beim ATSV.
Lübbersmeyer übernahm zur Saison 2017/18 das Traineramt beim Zweitligisten HL Buchholz 08-Rosengarten. Obwohl Rosengarten im Dezember 2017 die Tabelle der 2. Bundesliga anführte, wurde Lübbersmeyer entlassen. Ab dem 11. Januar 2018 bis zum Juni 2018 trainierte er den Bundesligisten HC Rödertal. Anschließend übernahm Lübbersmeyer das Traineramt beim Zweitligisten Werder Bremen, bei dem er zusätzlich die weibliche B-Jugend betreute. Im November 2018 beendete Werder Bremen die Zusammenarbeit mit ihm. In der Saison 2019/20 trainierte Lübbersmeyer die Herrenmannschaft vom Ahrensburger TSV. Anschließend übernahm er den Posten als Landestrainer beim Handball-Verband Niedersachsen. Im Mai 2022 beendete er diese Tätigkeit und wurde Projektleiter beim Landessportbund Niedersachsen.
Lübbersmeyer trainierte anschließend erneut den Hannoverscher SC, der unter seiner Leitung in der Saison 2022/23 verlustpunktfrei die Oberligameisterschaft gewann und in die 3. Liga aufstieg. Nach der Spielzeit 2023/24 endete seine Tätigkeit beim Hannoverschen SC.